# Kokkō Sōma
Kokkō Sōma (相馬黒光, 12 septembre 1876 – 2 mars 1955) est une entrepreneuse, philanthrope, mécène d'artistes et partisane du pan-asianisme dans le Japon d'avant-guerre. Elle est la femme d'Aizō Sōma, le fondateur de la célèbre boulangerie Nakamura-ya à Tokyo.

## Biographie
Sōma est née sous le nom de Hoshi Ryō (星良). Son père est un samouraï au service du domaine de Sendai, et sa mère est une lettrée spécialiste de la littérature classique chinoise (en). Elle est la nièce de Sasaki Toyoju, activiste féministe.
Elle entre en contact avec le christianisme dans sa jeunesse par le biais de missionnaire, et est envoyée à l'école pour filles Ferris de Yokohama, puis plus tard à l'école pour filles Meiji à Kōjimachi où elle étudie auprès de Hoshino Tenchi, Tōkoku Kitamura et Tōson Shimazaki. Elle reçoit le nom de plume de Kokkō par l'un de ses professeurs, avec la mise en garde que pour les femmes écrivains, seul un intellectualisme modérée serait accepté. En 1898, elle épouse Aizō Sōma, un chrétien pratiquant, et s'installe à Azumino où son mari pratique la sériciculture tout en s'engageant sur le terrain social.
Elle a cependant des problèmes de santé récurrents et a du mal à s'adapter à la vie à la campagne, et le couple revient donc à Tokyo en 1901. Son mari achète alors la boulangerie Nakamura-ya située près de la porte principale de l'université impériale de Tokyo. En 1909, le magasin est déménagé à Shinjuku. Il embauche souvent des étrangers ou demande conseil aux étrangers résidents au Japon pour des idées de nouveaux produits ou de nouveaux condiments à utiliser, et le magasin fait des affaires florissantes, s'agrandissant plus tard en café et restaurant.
En 1908, une connaissance de son mari, le sculpteur Rokuzan Ogiwara revient de Paris où il a étudié auprès d'Auguste Rodin. Les Sōma lui construisent alors un atelier à côté de leur commerce. C'est le début du mécénat du couple dans les arts et la littérature. L'atelier grandit jusqu'à devenir un salon littéraire fréquenté entre autres par Naoe Kinoshita, activiste socialiste, Vasili Eroshenko, un poète russe aveugle, ainsi que l'actrice Sumako Matsui, le peintre Tsune Nakamura ou le poète et sculpteur Kōtarō Takamura. 
En plus de leur soutien aux artistes et écrivains, les Sōma soutiennent également le mouvement pan-asiatique, et le salon devient un lieu de rassemblement pour les politiciens, comme Tōyama Mitsuru, Inukai Tsuyoshi et d'autres. Ils abritent Rash Behari Bose (en), chef du mouvement pour l'indépendance de l'Inde en exil, qui est à l'origine de plusieurs attentats à la bombe contre le vice-roi des Indes et qui avait tenté d'organiser un soulèvement contre le Raj britannique. Bose épouse la fille des Sōma, Toshiko, en 1918. Kokkō Sōma meurt en 1955.

## Dans la culture populaire
Dans le téléfilm Rokuzan no ai (« L'Amour de Rokuzan »), diffusé par Tokyo Broadcasting System (TBS) en février 2007, Kokkō Sōma est jouée par Miki Mizuno dans une histoire décrivant la romance interdite entre Rokuzan Ogiwara (joué par Hiroyuki Hirayama et Kokkō qui devient le modèle de sa plus célèbre sculpture intitulée Femme.